# Pagannoni
Pagannoni è una frazione del comune di Campli, situata a 195 m s.l.m.
La frazione è confinante con Campli, Boceto, Pastinella e Piancarani e amministrativamente è suddivisa in Pagannoni superiore e Pagannoni inferiore (note anche come Pagannoni alto e Pagannoni basso, rispettivamente).

## Storia
Nel Medioevo il paese era chiamato "Pensoli" e si ritiene formasse un feudo insieme a Piancarani e Boceto, il feudo apparteneva ad un certo Candone che aveva a Pagannoni la sua dimora, nel tempo il nome cambiò in Ripa candone e poi in Ripacannone  ed infine in Pagannoni.
La chiesa del paese viene citata nei documenti la prima volta nel 1386. 

### La famiglia Racemi
Fu feudo della famiglia Racemi di Campli (cfr. F. Savini: Famiglie del Teramano sub voce Racemi). Si ricordano: Felice di notar Ludovico (1558), Giulio, patrono della cappella di Giambattista in S. Salvatore a Campli nel 1562, Gerolamo, oratore di Campli a Margherita d'Austria nel 1577; Urania, moglie di Lattanzio Maccabei, paciera pubblica nel 1579; Nicola, Camerlengo di Campli nel 1647, Francesca Racemi, della città di Campli, vedova di Annibale Spinozzi 1645, da cui: Antonio Spinozzi marito di Vincenza della Noce di Canzano ove gli Spinozzi si trasferirono nel 1768 da cui coeredi araldici Spinozzi, de Sanctis e Cerulli Irelli.